# Holly Marie Combs
Holly Marie Combs (n. 3 decembrie 1973) este o actriță și producătoare de televiziune americană.

## Filmografie

### Film
| An   | Titlu                                          | Rol               | Note             |
| ---- | ---------------------------------------------- | ----------------- | ---------------- |
| 1985 | Walls of Glass                                 | Abby Hall         |                  |
| 1988 | Sweet Hearts Dance                             | Dens Boon         |                  |
| 1989 | New York Stories                               | Helena            |                  |
| 1989 | Born on the Fourth of July                     | Jenny Turner      |                  |
| 1991 | Nobody Can Hear You Scream                     | Melinda Ashwood   |                  |
| 1992 | Simple Men                                     | Kim Fields        |                  |
| 1992 | Dr. Giggles                                    | Jennifer Campbell |                  |
| 1992 | Chain of Desire                                | Diana Richards    |                  |
| 1994 | A Perfect Stranger                             | Amanda Hale       |                  |
| 1995 | A Reason to Believe                            | Sharon Digby      | Film independent |
| 1995 | Evil in the Basement                           | Karen Ford        |                  |
| 1997 | Love's Deadly Triangle: The Texas Cadet Murder | Diane Zamora      |                  |
| 2001 | Ocean's Eleven                                 | Ea însăși         | Necreditată      |

### Televiziune
| An           | Titlu                            | Rol                                 | Note                                                    |
| ------------ | -------------------------------- | ----------------------------------- | ------------------------------------------------------- |
| 1990         | Guiding Light                    | Louisa Young                        | 2 episoade                                              |
| 1991–1994    | As the World Turns               | Denise Jones                        | 5 episoade                                              |
| 1992–1996    | Picket Fences                    | Kimberly Brock                      | Rolul principal (83 episoade)                           |
| 1994         | Island City                      | Erin Sloan                          | Film PTEN                                               |
| 1996         | Sins of Silence                  | Sophie DiMattio                     | Film CBS (Rolul principal)                              |
| 1997         | Our Mother's Murder              | Alex Morell                         | Film Lifetime (Rolul principal)                         |
| 1997         | Relativity                       | Anne Pryce                          | Episodul: "Billable Hours" (1.14)                       |
| 1998– 2006   | Charmed                          | Piper Halliwell                     | Rolul principal (179 episoade) Producător (sezoane 5–8) |
| 2003         | See Jane Date                    | Natasha Nutley                      | Film ABC Family (Rolul principal)                       |
| 2007         | Panic Button                     | Katherine Alden                     | Film Lifetime (Rolul principal)                         |
| 2010–prezent | Pretty Little Liars              | Ella Montgomery                     | Sezoanele 1–3 invitat special: sezoanele 4–prezent      |
| 2014         | Hell's Kitchen                   | Ea însăși / patronul restaurantului | Episodul: "15 Chefs Compete"                            |
| 2015         | Off the Map with Shannen & Holly | Ea însăși                           | Great American Country reality series (6 episoade)      |

## Premii și nominalizări
| An   | Premiu                     | Categorie                                                          | Titlu              | Rezultat     |
| ---- | -------------------------- | ------------------------------------------------------------------ | ------------------ | ------------ |
| 1993 | Young Artist Awards        | Best Young Actress in a New Television Series                      | Picket Fences      | Câștigat     |
| 1994 | Young Artist Awards        | Outstanding Youth Ensemble in a Television Series                  | Picket Fences      | Nominalizare |
| 1995 | Young Artist Awards        | Best Performance by a Youth Actress in a TV Mini-Series or Special | A Perfect Stranger | Nominalizare |
| 1995 | Screen Actors Guild Awards | Outstanding Performance by an Ensemble in a Drama Series           | Picket Fences      | Nominalizare |
| 2001 | RATTY Awards               | Best Ensemble in a Science Fiction Series                          | Charmed            | Nominalizare |
| 2001 | RATTY Awards               | Best Lead Actress in a Science Fiction Series                      | Charmed            | Nominalizare |
| 2002 | RATTY Awards               | Best Lead Actress in a Science Fiction Series                      | Charmed            | Nominalizare |
| 2003 | RATTY Awards               | Best Lead Actress in a Science Fiction Series                      | Charmed            | Câștigat     |
| 2005 | Series Magazine Awards     | Best Television Actress                                            | Charmed            | Câștigat     |